# 5e cérémonie des Filmfare Awards

La cinquième cérémonie des Filmfare Awards s'est déroulée en 1958 à Bombay an Inde.

## Palmarès
| Catégorie                             | Lauréat |
| ------------------------------------- | --- |
| Meilleur film                         | Mother India - produit et réalisé par Mehboob Khan - avec Nargis, Sunil Dutt, Rajendra Kumar et Raaj Kumar |
| Meilleur réalisateur                  | Mehboob Khan (Mother India)                                                                                |
| Meilleur acteur                       | Dilip Kumar (Naya Daur)                                                                                    |
| Meilleure actrice                     | Nargis (Mother India)                                                                                      |
| Meilleur acteur dans un second rôle   | Raj Mehra (Sharda)                                                                                         |
| Meilleure actrice dans un second rôle | Shyama (Sharda)                                                                                            |
| Meilleur compositeur                  | O. P. Nayyar (Naya Daur)                                                                                   |
| Meilleure histoire                    | Akhtar Mirza (Naya Daur)                                                                                   |
| Meilleure photographie (noir & blanc) | Faredoon Irani (Mother India)                                                                              |
| Meilleure direction artistique        | M.R. Achrekar (Pardesi)                                                                                    |
| Meilleur son                          | R. Kaushik (Mother India)                                                                                  |
| Meilleur montage                      | Shivaji Avdhut (Sharada (en))                                                                              |